# Partit de la Felicitat
El Partit de la Felicitat (turc Saadet Partisi, SP) és un partit polític de Turquia fundat el 20 de juliol de 2001 per antics components del Fazilet Partisi encapçalats pel veterà Necmettin Erbakan. Tot i considerar-se un partit islamista, la seva plataforma política abasta tota l'extensió dels temes polítics a Turquia.
El partit no ha tingut gaire èxit electoral, només un 2,5% dels vots a les eleccions legislatives turques de 2002, amb el qual no van superar el llindar del 10% necessari per obtenir representació a la Gran Assemblea Nacional de Turquia. A les eleccions municipals del 29 de març de 2004 va treure el 4,1% dels vots i un nombre d'alcaldies, encara que cap d'importància particular. A les eleccions legislatives turques de 2007 va treure el 2,34% i tampoc obtingué representació parlamentària.
El vot del partit ha estat debilitat per l'èxit dels islàmics moderats del Partit de la Justícia i el Desenvolupament, encara que ha condemnat sovint el desig del Govern de Turquia d'entrar a la Unió Europea, les relacions militars amb Israel i els Estats Units. S'ha sostingut que Turquia ha d'adaptar la seva postura de política exterior i adverteix contra les amenaces procedents d'Occident a tots els països musulmans. Així va convocar milers de manifestants en les manifestacions organitzades contra l'atac a Fallujah de 2004, en contra de la representacions del profeta Mahoma a diaris de tot el món, i més recentment contra la invasió de Gaza durant el conflicte de 2008-2009 (Operació Plom Fos).

## Resultats electorals

### Eleccions legislatives
| Any       | Lider               | Escons   | +/- | Govern            |
| --------- | ------------------- | -------- | --- | ----------------- |
| 2002      | Recai Kutan         | 0 / 550  | Nou | Extraparlamentari |
| 2007      | Recai Kutan         | 0 / 550  | =   | Extraparlamentari |
| 2011      | Mustafa Kamalak     | 0 / 550  | =   | Extraparlamentari |
| Juny 2015 | Mustafa Kamalak     | 0 / 550  | =   | Extraparlamentari |
| Nov 2015  | Mustafa Kamalak     | 0 / 550  | =   | Extraparlamentari |
| 2018      | Temel Karamollaoğlu | 2 / 600  | 2   | Oposició          |
| 2023      | Temel Karamollaoğlu | 20 / 600 | 18  | Oposició          |